# Silvadec
 (juillet 2025).
 (juillet 2025).
Silvadec, contraction du latin silva (« forêt » ou « bois ») et de décor, est une entreprise française spécialisée dans les aménagements extérieurs qui fabrique des lames de terrasse, de clôture et d’habillage de façade en bois composite.
Cette PME industrielle fondée en octobre 2001 a son siège et son usine principale basés à Arzal (Morbihan). Elle se compose de trois entités : Silvadec France, Silvadec Deutschland et Silvadec Fibres et commercialise ses produits en s’appuyant sur un réseau de distributeurs de professionnels et de grandes surfaces de bricolage. En 2018, elle compte une centaine de salariés et réalise un chiffre d’affaires de 35 millions d’euros.

## Le groupe Silvadec
La création de la société Silvadec trouve sa source sur le marché nord-américain. Sa dirigeante, Bénédicte Jézéquel, y travaille alors avec son associé Philippe Crez, lorsqu’elle découvre une alternative au bois exotique : le bois composite,. En 2001, les associés créent Silvadec qui devient la première entreprise à fabriquer le bois composite en Europe.
En 2013, Silvadec s’associe avec la scierie Josso (Val d'Oust) et crée C2J, qui devient en 2020 Silvadec Fibres. Elle internalise ainsi son approvisionnement en farine de bois,.
L’entreprise bretonne poursuit sa croissance en 2017 avec la création d’un deuxième site de production à Schierling pour se rapprocher de l’Allemagne et des marchés situés au cœur de l’Europe.

## Processus de fabrication
La société Silvadec produit un million de mètres carrés de lames en bois composite chaque année. La production des lames repose sur la combinaison de copeaux et sciures de bois recyclés et de polyéthylène haute densité. Divers additifs ainsi qu’une teinture sont ajoutés pendant la transformation des lames, avant qu’elles ne soient injectées dans de longues filières pour leur donner la forme souhaitée,. 
Les lames Silvadec sont conçues selon deux procédés : l’extrusion et la coextrusion.

## Engagement environnemental

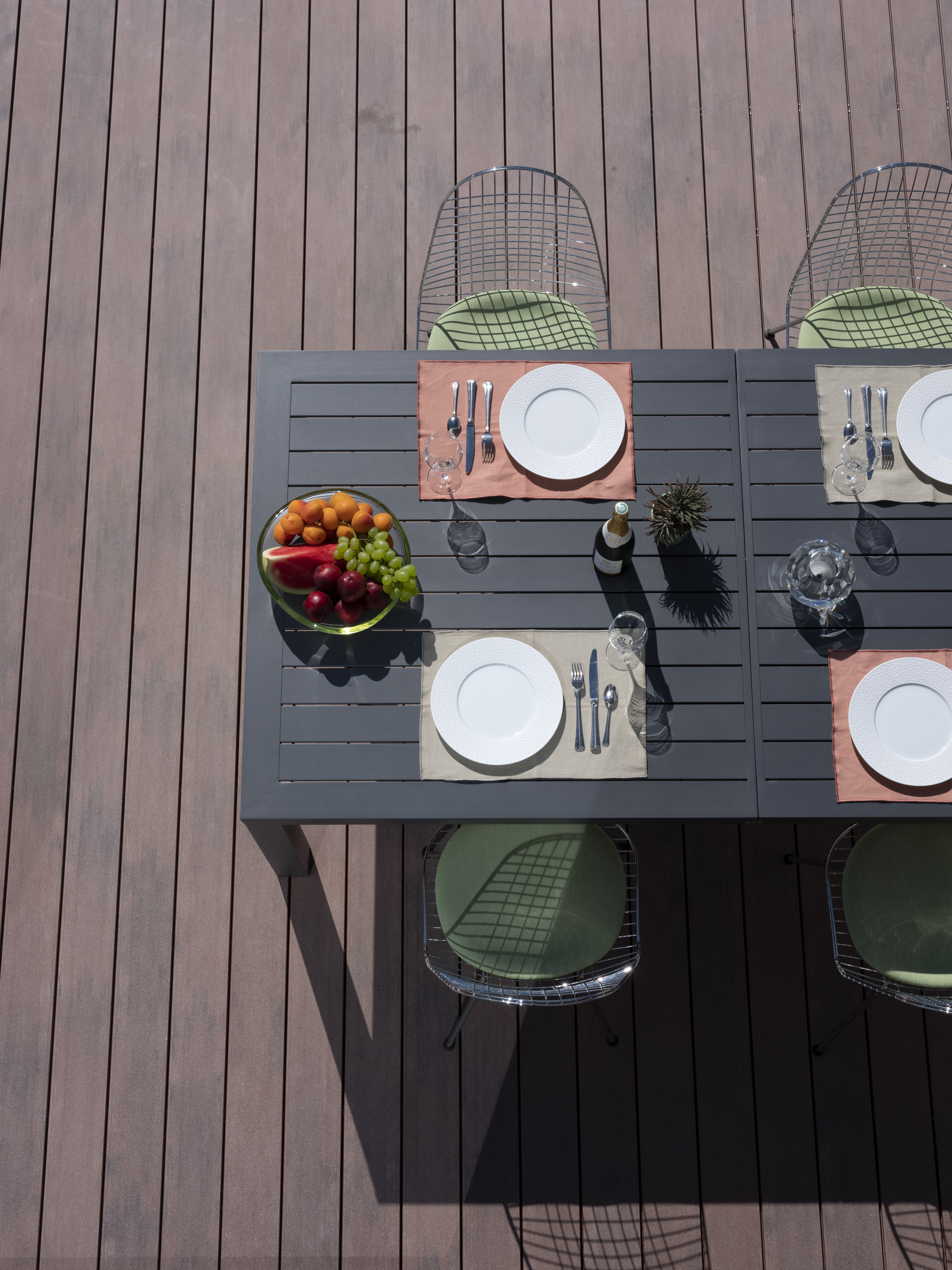
Terrasse Vannetaise (Morbihan); Lames Emotion Brun Equateur

Fabricant des produits à base de bois issu de forêts gérées durablement, la société reçoit en 2011 le label européen PEFC.
En 2022 Silvadec France obtient la certification ISO 50001 attestant d’efforts constants renforcés par des actions concrètes de réduction de la consommation d'énergie. 
Silvadec reçoit aussi la certification ISO 14001 en 2018. Cette certification atteste que les entreprises respectent la législation environnementale de leur pays et qu’elles maîtrisent les impacts environnementaux associés à leurs activités.
En 2016, la PME bretonne lance le programme Écobox qui vise à récupérer et recycler les chutes de lames en composite.
La même année, Silvadec rejoint le réseau Produit en Bretagne.
Lors de sa création, Silvadec reçoit pour son engagement environnemental une subvention de l’Agence de l'environnement et de la maîtrise de l'énergie (ADEME). Elle établit en mars 2019 une Fiche de déclaration environnementale et sanitaire (FDES) qui est certifiée par l’Association française de normalisation (Afnor) et qui présente les résultats de l’Analyse de Cycle de Vie des produits et donne des informations sanitaires pour évaluer la performance environnementale et sanitaire d’un bâtiment pour son éco-conception.

## Récompenses
En novembre 2020, Silvadec est nommée Lauréate pour la région Ouest à la 11ème édition du concours des Trophées PME RMC, dans la catégorie PME responsable et durable.